# 新峰花園
新峰花園（英語：Classical Gardens）是位於新界大埔區馬窩的一個私人住宅發展項目，由信和置業發展及管理，第一期與恒隆地產合作發展、第二期則與中國海外合作發展，為一項四期的發展項目，處於大埔南半山，鄰近承峰及馬窩村。發展商表示項目採用了古希臘建築風格。於1991年5月開始發展，1994-1997年陸續入伙，提供27座住宅共1430個單位，主打2至3房戶,另提供小量複式及平台特色戶。

## 歷史
根據1974年香港地圖，新峰花園一帶前身為農地及溪流。而現時同樣位置，即是三期與四期之間、四期與承峰之間依然有大埔河的支流。
| 期數   | 地皮                | 日期           | 發展商                                           | 買入價      | 面積(平方米) |
| ------ | ------------------- | -------------- | ------------------------------------------------ | ----------- | ------------ |
| 第一期 | TPTL 112 第6區地盤A | 1990年12月11日 | Merry Miles Limited                              | 1億9千7百萬 | 9800         |
| 第二期 | TPTL 110 第6區地盤A | 1991年1月18日  | Best Reward Development Limited 永現發展有限公司 | 2億8千萬    | 12000        |
| 第三期 | TPTL 113 第6區地盤D | 1991年3月12日  | High Elite Limited                               | 2億         | 8600         |
| 第四期 | TPTL 111 第6區地盤B | 1991年4月26日  | Peace Success Development Limited                | 3億2千5百萬 | 10000        |

## 第一期
新峰花園一期位於大埔馬窩路10號 。共有7座，樓高8層，共315個單位，大部分單位設有露台，另提供少量複式單位。第一期項目於1994年7月入伙。

## 第二期
新峰花園二期位於大埔馬窩路8號 ，二期車路大閘旁設有四隻銅馬。新峰花園二期共有7座，樓高15層，共474個單位，大部分單位設有露台。第二期項目於1995年5月入伙。

## 第三期 御峰苑
新峰花園三期位於大埔馬窩路11號，名為「御峰苑」（Dynasty View） 共有6座，樓高8層，共265個單位，大部分單位設有落地玻璃窗。第三期項目於1996年6月入伙。

## 第四期 御峰豪園
新峰花園四期位於大埔馬窩路9號，名為「御峰豪園」（Grand Dynasty View）。共有7座，樓高11層，共376個單位，大部分單位設有落地玻璃窗。第四期項目於1997年9月入伙。

## 會所
新峰花園共設有四座獨立會所，分別位於各期内，為住客提供一系列運動、娛樂及休閒設施。會所奉行用者自付原則，會所同期住客可以較優惠的費用使用設施。會所不定期舉辦活動，例如中秋晚會、聖誕晚會、萬聖節晚會、游泳興趣班及羽毛球興趣班等。會所設施包括：
兩個室外泳池、一個室外園林瀑布泳池、一個室内恆溫泳池、按摩池、桑拿浴室、蒸氣浴室、
兒童遊戲室、健身室、音樂室、乒乓球室、壁球場、羽毛球場、桌球室、飛鏢室、高爾夫球發球練習場、高爾夫球草地練習場、健康舞室、卡拉OK室、多用途室、宴會室、康樂棋室、麻雀房、洗衣房及閱讀室。

## 邨巴

#### NR59線
循環來往新峰花園各期及大埔墟站，部分班次繞經運頭塘邨，班次約2-10分鐘一班，服務時間為06:30-00:00。由南記旅運有限公司營辦，目前有四部27座配置粉紅色屋苑塗裝的豐田Coaster私家小巴運行。
下雨時亦會安排邨巴入屋苑內有蓋位置上落客。而早上繁忙時間四部邨巴將平均分配，避免地理位置較下的四期、二期及承峰住客出現客滿而不能上車的情況。車程收費為$4，乘客需於上車時繳付車票。

#### NR522線 （已永久取消服務）
星期一至五早上7:15由新峰花園三期對出開出一班，由南記旅運有限公司營辦，經東區海底隧道單向前往天后站，車程收費為$28，無需證明為住戶即可乘搭。
2022年5月30日，新峰花園客戶服務中心表示收到營運商通知，因東鐵綫過海段開通後，導致本線客量不足，因此於6月3日起永久取消服務。

## 軼聞
值得一提的是，由於鄰近屋苑承峰同爲信和發展以及屋苑名稱較爲相近，因此在承峰入伙前以至現在均有不少人視承峰為新峰花園的第五期，包括當區前區議員胡耀昌。承峰住戶可乘搭新峰花園邨巴但不能共用設施。

## 鄰近住宅
- 承峰
- 運頭塘邨